# Pigeon de La Réunion
Sous-espèce
Statut de conservation UICN

 EX  : Éteint
Nesoenas mayeri duboisi, dit Pigeon de la Réunion, est une sous-espèce du Pigeon rose (Nesoenas mayeri), une espèce d'oiseaux de la famille des Columbidés. Cette sous-espèce, aujourd'hui disparue, était autrefois endémique de l'île de La Réunion, dans l'océan Indien.
Observée par Dubois en 1674, elle s'est éteinte au début du XVIIIe siècle en même temps que d'autres espèces et sous-espèces proches, ce qui entretient un doute sur leur existence.

## Taxonomie
Le nom valide complet (avec auteur) de ce taxon est Nesoenas mayeri duboisi Rothschild, 1907.
Nesoenas mayeri duboisi a pour synonymes :
- Columba duboisi (Rothschild, 1907)
- Nesoenas duboisi Rothschild, 1907